# Christian Caillard
Pour les articles homonymes, voir Caillard.
Hugues Christian Caillard est un peintre français né le 26 juillet 1899 à Clichy et mort à Paris-9° le 18 septembre 1985, âgé de 86 ans.

## Biographie
Hugues Christian Caillard est le fils de Gabriel Caillard-Belle, publiciste, et de Jeanne Huguette Olga Wagram Mendès (fille de Catulle Mendès et d'Augusta Holmès). Après des études au collège Rollin, il se présente à l’École centrale. Mobilisé en 1918, il sert dans l’artillerie, mais à son retour à la vie civile, il se décide à abandonner les sciences pour se consacrer à la peinture. Son oncle, Henri Barbusse, lui offre sa première boîte de peinture. En 1921, Caillard entre à l’académie Biloul où il reste quelques mois et fait la connaissance d’Eugène Dabit, le futur auteur de L'Hôtel du Nord et du peintre Georges-André Klein. En 1921 Christian Caillard rencontre Irène Champigny. Dès l'année suivante, le duo se lança, avec succès, dans la fabrication et la vente de pièces de soie décorées en « batik ». Ce procédé de décoration et de coloration des tissus au moyen de cire chauffée est originaire de Java. Rapidement le procédé avait conquis le public parisien : « Le batik n'est plus une vogue, mais une fureur qui sévit à l'état épidémique. Tout le monde batike ou veut batiker. », écrivait un chroniqueur de la revue Les Modes de la femme de France, le 5 août 1923. Champigny avait, en 1924, obtenu une importante commande des Galeries Lafayette, si bien que les deux artistes avaient dû transformer leur travail artisanal en fabrication industrielle, racontait Caillard. Champigny exposa avec succès leurs créations à la Grande Maison de Blanc, place de l’Opéra, et obtint même l'aménagement d'une partie de ses locaux en galerie, où elle exposa ensuite les peintures de Loutreuil, Dabit, Appia et Caillard.Puis en 1923, Caillard rencontre le peintre Maurice Loutreuil qui devient pour le jeune artiste, non seulement un maître, mais aussi un ami et un guide. 
En 1927, Caillard exécute son premier séjour au Maroc. Encouragé par ce premier essai de dépaysement, il se résout à faire un long périple à travers le monde afin d’accumuler les croquis et les impressions. C’est ainsi qu’il visite successivement l’Indochine, Bali, Tahiti et la Martinique. De son long séjour à Tahiti, il laissera une fille qui restera vivre au sein de sa famille. 
Il sera fidèle au 9e arrondissement de Paris de 1935 jusqu’à sa mort, en 1985, au 6 rue Clauzel, à deux pas du petit magasin où le père Tanguy vendait des couleurs... ou les échangeait contre des toiles aux plus grands artistes (Van Gogh, Pissarro, Gauguin, Cézanne, Monet, Renoir, et bien d’autres...) Christian Caillard a eu son atelier de peintre pendant cinquante ans. C’est là qu’il travaillait à Paris et qu’il rapportait ses toiles « moissonnées » à travers le monde. Mobilisé en 1939, il est fait prisonnier dans les Vosges en 1940. Libéré en juin 1941, il recommence à peindre et, à partir de 1945, vient se fixer en Bretagne dont il aime les landes sauvages et solitaires.
En 1948, il rencontre Monette Pinat dont il aura deux fils, Vincent et Laurent, qui vivront au 61 de la rue du Pré-Saint-Gervais, dans le 19e arrondissement de Paris. Cette maison abritait l’atelier de Loutreuil qui laissa ses toiles et sa maison en mourant en 1925, « pour disposer de tout comme bon lui semblera », précisait-il dans son court testament révélateur de sa confiance en la fidèle amitié de Caillard.
Tout en partageant son temps entre Paris, Saint-Tropez et la Bretagne, Caillard fait à nouveau de longs séjours au Maroc, au Mexique, en Grèce et en Espagne, où il acquiert une maison en 1956 à Javea près d’Alicante. En 1956, il rencontre Chantal de Marans qu'il épousera à Paris-9° le 6 janvier 1962 (Mention marginale in Acte de naissance,A.D.Hauts-de-Seine,E NUM CLI 1899,acte 599,vue 101/168) et dont il aura une fille, Elisabeth. A Vevey, en Suisse, Caillard participe en 1957 à l’exposition des « peintres de la réalité poétique ». Après une importante rétrospective à la galerie Durand-Ruel en 1963, il reprend son périple à travers le monde. Il séjourne une année à Madagascar en 1964. Il retourne plusieurs fois au Maroc en 1966, en 1968 et en 1970. 
La Galerie de Paris organise pour lui en 1969 une prestigieuse exposition particulière. Il repart à Ceylan en 1971. En octobre 1972, la galerie des Granges à Genève présente une grande exposition de Caillard, « Cinquante ans de peinture », puis il séjourne six mois à Bora-Bora en 1973, voyage en Tunisie en 1974, à Bali en 1975, au Mexique en 1976. À son retour, la galerie André Weil lui consacre une rétrospective en octobre 1976. Puis il repart au Népal en 1979. De 1981 à 1985, il passe son temps entre son atelier parisien, sa maison de Javea en Espagne et l’île d'Ouessant.
En novembre 1984, il est une dernière fois présent à Genève, où la galerie de la Corraterie - faisant suite aux expositions qu'elle lui a consacrées en 1978-1979 et 1981 - présente ses œuvres récentes. 
Après sa mort, la galerie Jean-Pierre Joubert lui rend hommage à Paris dès juin 1986, alors que la ville de Menton le reçoit en avril 1987 au Musée des Beaux arts du palais Carnolès, et qu’à la suite d'une exposition à la galerie Künsthaus Bülher de Stuttgart en 1995, la ville de Paris lui consacre une importante rétrospective, en 1997, pour l’honorer en tant que « peintre du 9e ».

### Prix et distinctions
- 1934 : prix Blumenthal

## Expositions particulières
- 1932 : Galerie du Portique, Paris
- 1933, 1937, 1939, 1941, 1948, 1951, 1954, 1959 : Galerie Bernier, Paris
- 1953 : Galerie Rivages, Alger — The Adams Gallery, Londres
- 1956 : Galerie Colline, Oran
- 1958 : Galerie Romanet, Paris
- 1961 : Galerie André Weil, Paris
- 1963, 1965 : Galerie Durand-Ruel, Paris
- 1963 : Galerie Saluden, Brest: Ferme en Bretagne, isorel monté sur chassis, 54 x 65 cm, actuellement au musée des beaux-arts de Brest[2]
- 1964 : Galerie Ausstellung, Stuttgart
- 1965 : Maison d'Art Alsacienne, Mulhouse
- 1966 : Galerie Motte, Genève — Galerie Anne de Francony, Nice
- 1969 : Galerie de Paris, Paris
- 1972 : Galerie André Paccitti, Paris — Galerie des Granges, Genève
- 1976 : Galerie des Granges, Genève — Galerie André Weil, Paris
- 1979, 1981, 1984 : Galerie de la Corraterie, Genève
- 1980 : Galerie Ausstellung, Stuttgart
- 1986 : Galerie Jean-Pierre Joubert, Paris
- 1987 : Musée Carnoles, Menton
- 1988 : Les Arts de l’Enclos, Honfleur
- 1995 : Galerie Künsthaus Bülher, Stuttgart
- 1997 : Mairie du 9e arrondissement de Paris, rétrospective
- 1999 : Les Arts de l’Enclos, Honfleur